# Irena Andrukaitienė
Irena Andrukaitienė (* 6. September 1948 in Vilnius) ist eine litauische Politikerin.

## Leben
Nach dem Abitur 1966 an der Jonas-Biliūnas-Mittelschule Anykščiai absolvierte sie 1971 das Diplomstudium für litauische Sprache und Literatur an der Fakultät für Philologie der Universität Vilnius und wurde Lehrerin.
Von 1980 bis 1982 arbeitete sie in der Rajongemeinde Anykščiai und von 1982 bis 1990 als Lehrerin in Anykščiai. Von 1990 bis 1992 war sie Mitglied im Seimas und danach Lehrerin in Maišiagala. Ab 2005 leitete sie als Direktorin das Antanas-Vienuolis-Gymnasium in Anykščiai.
Ab 1988 war sie Mitglied von Sąjūdis.